# Bedtime for Bonzo
Bedtime for Bonzo is een Amerikaanse komische film uit 1951.

## Rolverdeling
| Acteur          | Personage              | Opmerkingen |
| --------------- | ---------------------- | ----------- |
| Ronald Reagan   | Professor Peter Boyd   | hoofdrol    |
| Diana Lynn      | Jane Linden            |             |
| Walter Slezak   | Professor Hans Neumann |             |
| Jesse White     | Babcock                |             |
| Ann Tyrrell     | Telefoniste            |             |
| Edward Gargan   | Agent Bill             |             |
| Harry Tyler     | Knucksy Breckenridge   |             |
| Ed Clark        | Professor Fosdick      |             |
| Lucille Barkley | Valerie Tillinghast    |             |
| Herbert Heyes   | Dean Tillinghast       |             |